# Alfons Goossens
Alfons Pier Goossens connu aussi comme Pierre Gossens, né le 30 octobre 1899 à Baasrode et mort le 17 janvier 1973 à Hamme, est un coureur cycliste belge, spécialiste de la piste, course de six jours ou américaine.

## Biographie
Il est l'ainé d'une famille de treize enfants. Ses parents tiennent un commerce de volailles.
Il prend le départ du Bol d'Or en 1924 mais abandonne.
En 1930, il se consacre au demi-fond; En 1931, il est l'entraineur de Maurice Dewolf et court aussi entrainé par Dewolf.
En 1932, il gagne une course sur route de 120 km à Hulst et court les 25 heures de Bruxelles associé à Huygens.

## Palmarès
- 1924
  - 2e des Six Jours de Bruxelles avec Victor Standaert[8],[9]
  - 3e des Six Jours de New York avec Marcel Buysse[10],[11]
- 1925
  - 2e des six jours de Chicago en février avec Henri Stockelynck[12]
  - 3e des Six Jours de New York en mars avec  Henri Stockelynck[13]
  - 2e des six jours de Chicago en novembre avec Reginald Mac Namara[14],[15]
  - Six Jours de New York en décembre avec Gerard Debaets[16],[17]

- 1928
  - 3e des Six Jours de Cologne avec  Henri Stockelynck
- 1929
  - 2e des Six Jours de Berlin avec Gérard Debaets[18]
  - 3e des Six Jours de Francfort avec Werner Miethe[19]
  - Six Jours de Cologne avec Roger De Neef[20]